# 伊瓦连瓦屋

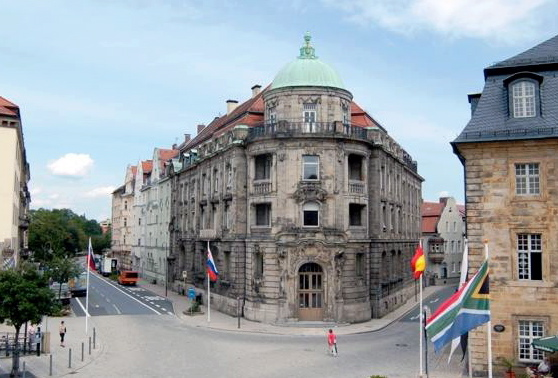
伊瓦連瓦屋的渥爾費爾街正門

伊瓦連瓦屋（德語：Iwalewahaus）是德國巴伐利亞州拜罗伊特大学的一个生产和展示当代非洲艺术的地方。 人们在这儿进行艺术展览、学术研究、教学之外还能与艺术家及研究机构一起探讨和重新定义当代非洲和非洲散居文化。
伊瓦連瓦屋的宗旨是研究、记录、传授现代非洲文化。特别是在视觉艺术、日常文化、媒体和音乐方面。这里为讲座、会议、演唱会、电影放映和阅读提供空间，并且是艺术家、研究人员、非洲学专业的学生以及对非洲感兴趣的朋友们的大论坛。

## 研究与教学
大多数伊瓦連瓦屋的项目是与出版社赞助的非洲和欧洲的机构紧密合作开发的。研究的重心是当代艺术、流行文化、媒体（尤其是摄影）以及非洲现代化和博物馆学。以下是部分的研究計畫：《非洲尖叫-電影、藝術和崇拜中的邪惡》（2004年）、《黑色巴黎》（2006年）、《隱藏頁面，被偷去的身體》（2009年）、《皮加·畢赤！》（2008/2010年）和《伊瓦連瓦-現代非洲的四季景緻》（2013年）。

## 收藏
伊瓦連瓦屋收藏着在德国很罕见的来自非洲、亚洲、太平洋地区的现代和当代视觉艺术作品。除了收藏了大量的尼日利亚的作品之外，还有来自苏丹、莫桑比克、坦桑尼亚、刚果民主共和国、海地、印度、巴布亚新几内亚和澳大利亚的重要艺术作品。收集的藏品是基于烏利·貝爾（伊瓦連瓦屋创始人）的藏品之上的。画作收藏，特别是Oshogbo-school 具有国际意义。除了视觉艺术，伊瓦連瓦屋还广泛收集来自尼日利亚的和加纳的当代非洲音乐，视频电影作品，还有非洲纺织品。最近的藏品中增添了如克萊恩-君特（Kleine-Gunk）和金德曼（Kindermann）的私人捐赠。这些藏品的增加确保了伊瓦連瓦屋长时间以来的欧洲的当代非洲作品最大收集地的地位。

## 名字的由来
伊瓦連瓦是从西南尼日利亚三大民族之一——约鲁巴语中借用来的。直译为“字是美丽的”，同时也可以翻译成“美丽的人格”，而她的本义是“存在”。
这座房子命名为伊瓦連瓦屋是为了体现异国文化的多样。

「我们不想限制我们对外国艺术作品形式美的兴趣，而是试图去掌握它的真实属性——她的美丽。」
——烏利·貝爾

## 发展历史
这个建筑作为拜罗伊特大学非洲研究中心，正式在1981年10月27日打开了她的大门。她的目的是为更广泛的公众介绍非欧洲艺术和文化。她的创始人领导人是烏利·貝爾（1922-2011）,烏利·貝爾从1981-1985期间当任了伊瓦連瓦屋的第一位领导者。他是一位著名的尼日利亚的艺术和文化鉴赏家。当貝爾在1985年搬到巴布亚新几内亚时，羅納德·魯普列奇特（Ronald Ruprecht）成了新一代领导者。从1989至1996年烏利·貝爾再次回到原位置上。1997-2001年伊瓦連瓦屋由提爾·弗斯特（Till Förster）接手。当提爾·弗斯特搬到巴塞爾大學后，托比亞斯·溫多（Tobias Wendl）成了新主管。之后托比亞斯·溫多去了柏林自由大学，2010年后他的工作由主管烏爾夫·維爾克（Ulf Vierke）和副主管娜蒂妮·希葛爾特（Nadine Siegert）接替。

## 关于这栋建筑

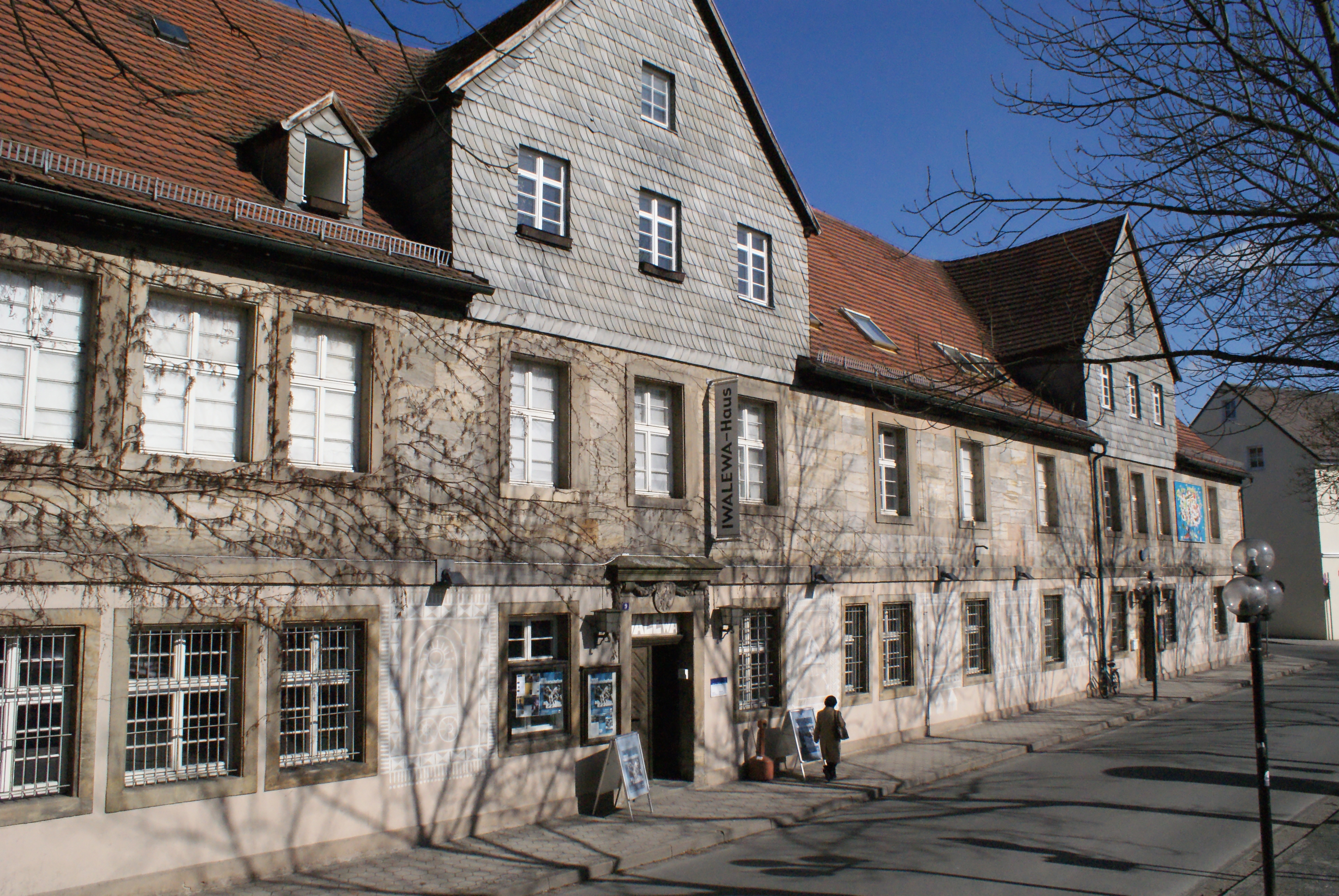
舊伊瓦連瓦屋的慕茲戞塞街9號正門

1981至2013年底伊瓦連瓦屋是另一栋位于慕茲戞塞街（Münzgasse）9号的一栋18世纪的古迹。2013年11月，伊瓦連瓦屋搬到了现在的新地址渥爾費爾街（Wölfelstraße）2号。这栋建筑始建于1907年，最开始是上法兰肯的巴伐利亚州银行，之后被用作林业办公室，在成为伊瓦連瓦屋之前被用作勘测办公室。这栋建筑包括地下室、办公室、展览馆和阁楼，总占地面积2,300平米。